# Seroherpeton yangquanensis
Seroherpeton yangquanensis è un tetrapode estinto, appartenente agli embolomeri. Visse nel Permiano superiore (circa 256 - 255 milioni di anni fa) e i suoi resti fossili sono stati ritrovati in Asia.

## Descrizione
Tutto ciò che si conosce di questo animale è un cranio parziale composto da parti di osso mascellare, ectopterigoide, pterigoide e osso quadrato. Una ricostruzione dell'aspetto di Seroherpeton è quindi impossibile, ma dal raffronto con altri embolomeri affini e meglio conosciuti si può supporre che Seroherpeton fosse un grande animale dalla grande testa, vagamente simile a un coccodrillo, dal corpo e dalla coda allungati. Seroherpeton, come molti embolomeri, era dotato di grandi zanne sull'ectopterigoide. Il cranio doveva essere lungo circa 40 centimetri; dal raffronto con animali simili quali Anthracosaurus e Pholiderpeton, si suppone che Seroherpeton potesse raggiungere una lunghezza di 3 metri. Altre caratteristiche di Seroherpeton erano la presenza di una piattaforma di denticoli aguzzi sul ramo palatale dell'osso pterigoide e di un osso quadrato dalla forma cilindrica. 

## Classificazione
Seroherpeton è un rappresentante degli embolomeri, un gruppo di tetrapodi estinti forse appartenenti ai rettiliomorfi. È il più recente embolomero noto: i suoi resti provengono dalla formazione Sunjiagou della Cina settentrionale (provincia di Shanxi), e risalgono alla fine del Permiano. Gli altri embolomeri sono noti al massimo nel Permiano inferiore. 